# بول هيرلي
بول هيرلي (بالإنجليزية: Paul Hurley)‏ هو لاعب هوكي الجليد أمريكي، ولد في 28 يوليو 1995 في ميلروز في الولايات المتحدة.

## وصلات خارجية
- بول هيرلي على موقع دوري الهوكي الوطني (الإنجليزية)
- بول هيرلي على موقع قاعة مشاهير الهوكي (لاعب أن.إتش.أل) (الإنجليزية)
- بول هيرلي على موقع EliteProspects.com (الإنجليزية)
- بول هيرلي على موقع HockeyDB.com (الإنجليزية)
- بول هيرلي على موقع Hockey-Reference.com (الإنجليزية)
- بول هيرلي على موقع أوليمبيديا (الإنجليزية)